# طاقة الرياح في تركيا

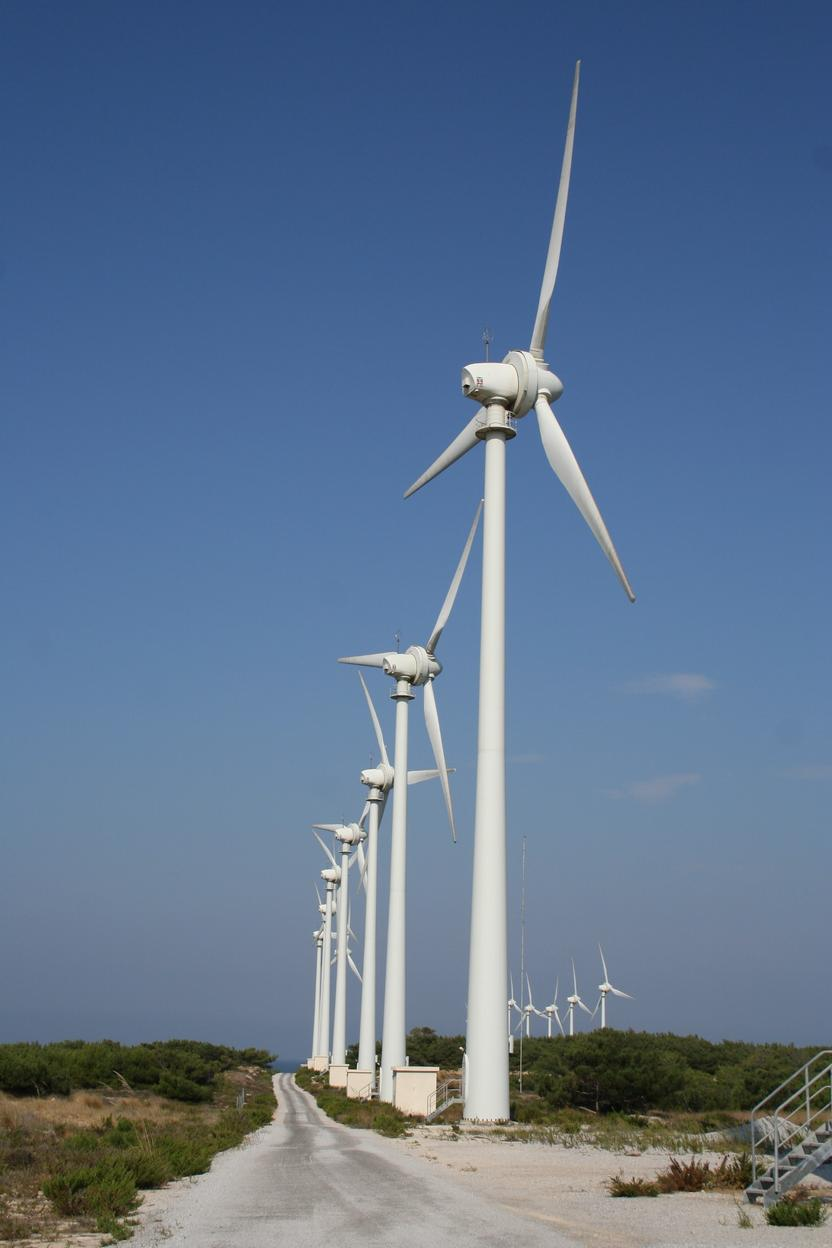
مزرعة رياح في تركيا

طاقة الرياح في تركيا أحد مصادر توليد الطاقة الكهربائية في جمهورية تركيا وقُدّرت القدرة الإجمالية للمولدات الكهربائية التي تشغلها الرياح بنحو 140 ميغاواط عام 2007. وتتواجد حاليا عشرة مزارع رياح في تركيا متفاوتة الأحجام.

## مصدر
1. ↑  Turkey Looks to Exploit Wind Energy Potential نسخة محفوظة 15 أكتوبر 2013 على موقع واي باك مشين.